# Heterorhabditis
Heterorhabditis is een geslacht van rondwormen, die tot de orde Rhabditida behoren. Alle soortem van dit geslacht zijn obligaat entomopathogene rondwormen. Sommige soorten worden gebruikt bij de biologische bestrijding van schadelijke insecten.
Heterorhabditis-rondwormen zijn gastheren van symbiotische Photorhabdus-bacteriën.

## Beschrijving
De volwassen rondwormen hebben zes uitstekende, puntige lippen rond de mondopening. Op elke lip zit een papil. De mondholte is kort en breed. De basale zenuwring is peervormig met een gereduceerde klep. De uitscheidingsopening ligt meestal bij de basale zenuwring. De vulva van het vrouwtje ligt ongeveer in het midden van het lichaam. De staartpunt is stomp. De vrouwelijke rondworm van de tweede generatie heeft twee eierstokken met omgebogen delen die zich vaak voorbij de vulva-opening uitstrekken. De staart is kegelvormig. De mannelijke rondworm van de tweede generatie heeft één testis. De twee spicula zijn symmetrisch, recht of gebogen en hebben puntige uiteinden. Het gubernaculum is slank en is ongeveer half zo lang als de spicula. De staartvleugel heeft negen paar stralen. De L3-larve is omgeven met de cuticula van de L2-larve. De cuticula van de L2-larve heeft in de lengte lopende ribbels over het grootste deel van de lichaamslengte en een mozaïekpatroon op het voorste deel van het lichaam. Aan de zijkant lopen twee ribbels. De rondworm heeft een cuticulaire dorsale tand. De uitscheidingsporiën bevinden zich achteraan van de basale zenuwring. De kegelvormige staart is kort, loopt taps toe en heeft een kleine punt.

## Biologische bestrijding
Heterorhabditis indica is succesvol gebruikt bij de bestrijding van Rhinotia haemoptera. Deze kever kan plantages van kokospalm vernietigen en migreert naar dadelpalmen en andere palmsoorten. Heterorhabditis bacteriophora wordt gebruikt bij de biologische bestrijding van de gegroefde lapsnuitkever.

## Levenscyclus vanHeterorhabditis bacteriophora
Uit de eieren van de tweeslachtige vrouwtjes komen mannelijke en vrouwelijke larven. Als ze volwassen zijn paren ze en uit deze eieren ontstaan de infectieuze larven.
Als voorbeeld wordt de levenscyclus van Heterorhabditis bacteriophora beschreven.
Infectieuze larven van Heterorhabditis bacteriophora gaan actief op zoek naar hun prooi. Naast tasten en detectie van vluchtige stoffen, die door de gastheer worden afgegeven, wordt de infectieuze larve ook aangetrokken door (E)-bèta-caryofylleen, dat door plantenwortels wordt afgegeven na vraatschade. Zo hebben infectieuze larven chemosensorische mechanismen ontwikkeld, niet alleen om de gastheren te detecteren, maar ook de locaties waar waarschijnlijk gastheren aanwezig zijn.
1. In de rondworm zitten de Photorhabdus-bacteriën in een reservoir in een gespecialiseerd gebied van het spijsverteringskanaal.
2. Wanneer een infectieuze larve een geschikte gastheer tegenkomt wordt de dikke cuticula afgestoten, zwelt de kop op, opent zijn mond en zet het spijsverteringskanaal uit.[2] De infectieuze larven dringen de lichaamsholte van de insectenlarve of het insect binnen, meestal via natuurlijke lichaamsopeningen (mond, anus, ademopeningen) of via gebieden met een dunne cuticula met een aan de wangkant zittende 'tand'-achtige structuur.
3. De bacteriën worden uitgespugd in het spijsverteringskanaal en vermenigvuldigen zich daarna alleen in de lichaamsvloeistof (hemolymfe). Ze overwinnen het afweersysteem van het insect, zoals de Toll-like receptoren en tal van virulentiefactoren worden geproduceerd, zoals hemolysine en cytotoxine. Ze nemen deel aan het onderdrukken van de immuniteit van het insect en het doden van de gastheer. De infectieuze larven spugen ook een complexe cocktail van eiwitten uit. De gastheer wordt meestal binnen 24 - 48 uur gedood. Pas later koloniseren ze alle andere insectenweefsels.
4. De bacteriën vermenigvuldigen zich snel in de dode gastheer en produceren verschillende antimicrobiële stoffen, die de groei van antagonistische micro-organismen onderdrukken. De bacteriën scheiden ook een reeks enzymen uit, die de afbraak van de weefsels stimuleren. De infectieuze larven ontwikkelen tot zelfbevruchtende (hermafrodiet) rondwormen, die op hun beurt eieren leggen die zich ontwikkelen tot hermafrodieten, vrouwtjes of mannetjes. Wanneer het leggen van eieren stopt, ontwikkelen rondwormen zich in de lichaamsholte van de moeder door een proces dat endotokia matricida (moedermoord) wordt genoemd met een latere generatie die twee geslachten produceert. In de dode gastheer vinden twee tot drie generaties rondwormen plaats.
5. Wanneer er veel rondwormen aanwezig zijn en voedingsstoffen beginnen op te raken, worden in de dode gastheer infectieuze larven gevormd, die in de grond op zoek gaan naar nieuwe gastheren. De infectieuze larven hebben een vernauwde farynx, de dubbele dikte van een normale cuticula en een toename van lipidedruppeltjes in hun cytoplasma. Hun mond en anus zijn afgesloten.

## Soorten
De volgende soorten in dit geslacht zijn:
- Heterorhabditis amazonensis Andaló, Nguyen & Moino, 2007[3]
- Heterorhabditis bacteriophora Poinar, 1976[4]
- Heterorhabditis baujardi Phan, Subbotin, Nguyen & Moens, 2003[5]
- Heterorhabditis downesi Stock, Griffin & Burnell, 2002[6]
- Heterorhabditis floridensis Nguyen, Gozel, Koppenhöfer & Adams, 2006[7]
- Heterorhabditis georgiana Nguyen, Shapiro-Ilan and Mbata, 2008[8]
- Heterorhabditis heliothidis (Khan, Brooks & Hirschmann, 1976)
- Heterorhabditis indica Poinar, Karunakar & David, 1992[9]
- Heterorhabditis marelatus Liu & Berry, 1996[10]
- Heterorhabditis megidis Poinar, Jackson & Klein, 1987[11]
- Heterorhabditis mexicana Nguyen, Shapiro-Ilan, Stuart, McCoy, James & Adams, 2004[12]
- Heterorhabditis safricana Malan, Nguyen, de Waal and Tiedt, 2008[13]
- Heterorhabditis taysearae Shamseldean, El-Sooud, Abd-Elgawad & Saleh, 1996[14]
- Heterorhabditis zealandica Poinar, 1990[15]